# Picnídio

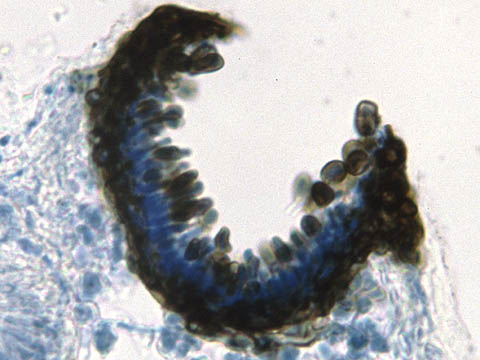
Picnídio com conídios (Lichenoconium reichlingii).

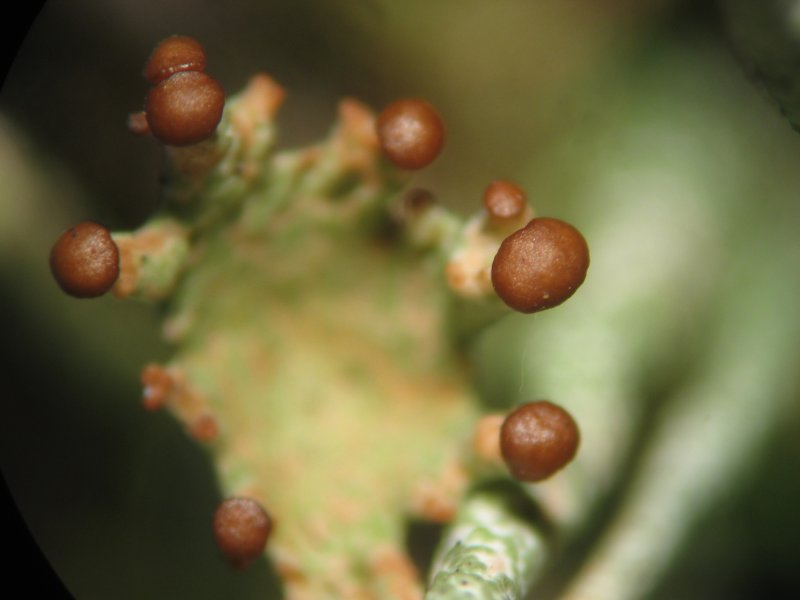
Picnídios de Cladonia pyxidata (ampliados cerca de 30x).

Picnídio (do grego: pyknos; "espesso"; pelo latim científico: pycnidium) é a designação dada em micologia ao conceptáculo esporífero de certos fungos imperfeitos (ascomicetes), em geral com aparência globoso ou obpiriforme (em forma de botija ou pera invertida). No seu interior são formados esporos assexuados muito pequenos, designados por conídios ou picnosporos.

## Descrição
O picnídio é um tipo de estrutura reprodutora assexual presente em fungos da ordem Sphaeropsidales (classe Coelomycetes) e em líquenes cuja componente fúngica pertença a essa ordem. Os picnídios encontrados nos líquenes (ou melhor nos fungos liquenizados) em geral não são visíveis à superfície, ocorrendo normalmente embebidos na estrutura do líquen com apenas a sua minúscula abertura superficial, o ostíolo, a interceptar a superfície à maneira de um minúsculo poro.
Nos fungos não liquenizados, a maioria dos quais endoparasitas de plantas (parasitas endófitos), os picnídios são em geral inseridos entre os tecidos do hospedeiro. Este grupo inclui agentes patogénicos importantes de doenças de plantas tais como Ascochyta chrysanthemi e Phoma lingam. Nalgumas destas espécies, particularmente nos fitopatógenos conhecidos pelo nome comum de ferrugem (Pucciniomycetes), os picnídios são por vezes designados por espermogónio (latim: spermogonium).
Os picnídios possuem um himénio no qual produzem um tipo de esporo específico, denominado conídio ou picnosporo, derivado de células conidiógenas, ou conidióforos, e não de ascos como ocorre com os peritécios, estruturas que embora morfologicamente muito similares são sexuadas.
O nome dado a estas estruturas procede do grego pyknon (espesso ou concentrado) e morfologicamente aparecem como receptáculos com uma parede pseudoparenquimatosa atapetada no seu interior por um himénio e delimitando um volume mais ou menos globoso. O picnídio pode estar completamente encerrado ou aberto ao exterior através de um poro (ou vários) chamado ostíolo, este por sua vez pode possuir um colo delgado.
Através do ostíolo são disseminados para o meio externo milhões de conídios. Os conídios produzidos nos picnídios são unicelulares, ainda que por vezes septados. Morfologicamente podem ser esféricos, ovóides, curvados e incluso estrelados.
Os conídios são produzidos mediante dois mecanismos: (1) os conídios tálicos formam-se por modificação de células completas das hifas do fungo, que formam o himénio; (2) os conídios blásticos produzem-se por fragmentação parcial de um conidióforo.